# Холл, Томас (гребец)
То́мас Холл (англ. Thomas Hall; род. 21 февраля 1982, Монреаль) — канадский гребец-каноист, выступал за сборную Канады на всём протяжении 2000-х годов. Бронзовый призёр летних Олимпийских игр в Пекине, чемпион Панамериканских игр, обладатель серебряной медали чемпионата мира, многократный победитель и призёр первенств национального значения.

## Биография
Томас Холл родился 21 февраля 1982 года в Монреале, провинция Квебек. Активно заниматься греблей начал в раннем детстве, поскольку его мать и сестра были профессиональными байдарочницами. Сам же выбрал каноэ, проходил подготовку под руководством тренера Майкла Кримера в монреальском каноэ-клубе «Пуэнт-Клэр», расположенном в одноимённом районе города.
Первую значимую победу среди юниоров одержал в 1999 году на юниорском чемпионате мира в Хорватии — в зачёте одноместных каноэ на дистанции 1000 метров. В последующие годы был победителем ещё нескольких крупных юниорских регат, стал серебряным призёром панамериканского чемпионата по гребле на байдарках и каноэ в Лейк-Плэсиде.
Первого серьёзного успеха на взрослом международном уровне добился в 2003 году, когда попал в основной состав канадской национальной сборной и побывал на Панамериканских играх в доминиканской столице Санто-Доминго, откуда привёз награды золотого и бронзового достоинства, выигранные в одиночках на тысяче метров и в двойках на пятистах метрах соответственно. Рассматривался как основной кандидат на участие в летних Олимпийских играх 2004 года в Афинах, однако на олимпийских отборочных соревнованиях в Монреале финишировал только третьим и не сумел пройти квалификацию на Игры.
В 2006 году Холл стартовал на чемпионате мира в венгерском Сегеде и в программе четырёхместных каноэ вместе с партнёрами по команде Эндрю Расселлом, Кайлом Джеффери и Дмитрием Жуковским завоевал на километровой дистанции серебряную медаль, уступив лидерство лишь экипажу из Германии. Благодаря череде удачных выступлений удостоился права защищать честь страны на Олимпийских играх 2008 года в Пекине, в финальном заезде километрового зачёта одиночек в борьбе за третье место почти на полсекунды опередил Вадима Менькова из Узбекистана, при этом первое и второе места заняли венгр Аттила Вайда и испанец Давид Каль соответственно. Получив бронзовую олимпийскую медаль, вскоре Томас Холл принял решение завершить карьеру профессионального спортсмена и занялся бизнесом.
Имеет два высших образования, окончил Университет Макгилла в Монреале, где изучал основы физической культуры, и Университет Сен-Венсан в Галифаксе, где обучался на факультете бизнеса.